# Мариинская городская больница (Нахичевань-на-Дону)
Мариинская городская больница — комплекс строений, созданных в конце XIX — начале XX века в Нахичевани-на-Дону (ныне — Пролетарский район Ростова-на-Дону). До XXI столетия строения сохранились частично. Современный адрес здания: улица 14-я линия, 63, литер Б. Решение о наименовании больницы Мариинской было принято нахичеванской думой в 1888 году.

## История
В 1877—1878 годах в Нахичевани-на-Дону была открыта Мариинская городская больница. Дом для нужд городской больницы предоставил купец Иван Попов. Строение не отличалось большими размерами, в связи с этим невозможно было обеспечить работу всех больничных отделений.

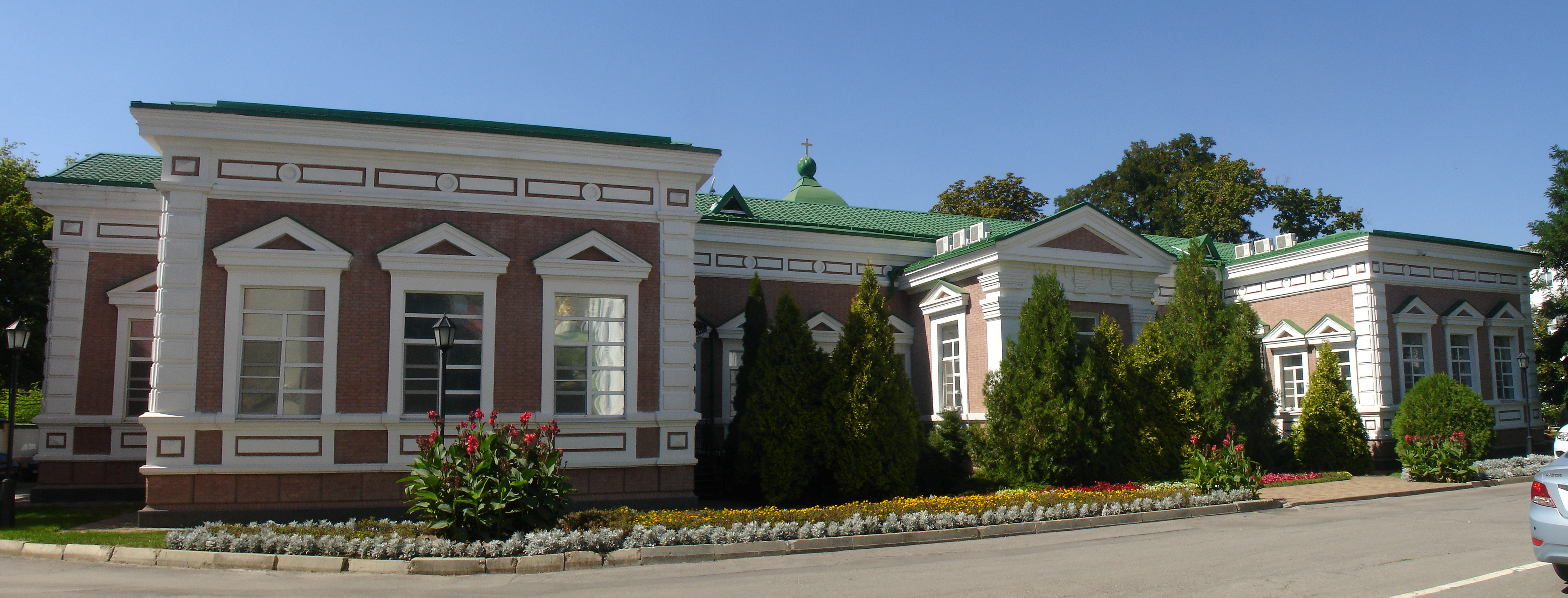
Здание Мариинской городской больницы

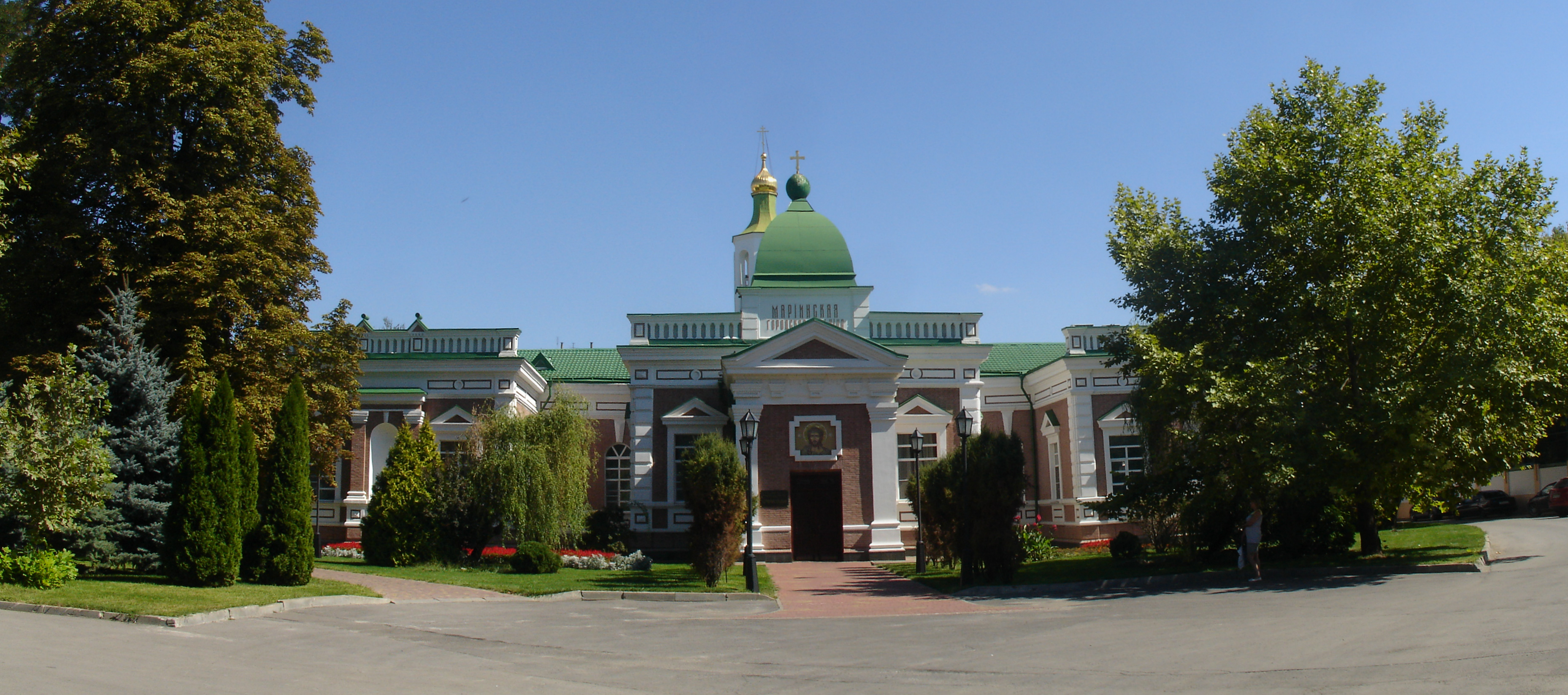
Постройка конца XIX — начала XX века

В 1892 году открылся главный корпус новой больницы, а через 6 лет начался прием больных в еще одном отделении — инфекционном. Для постройки детского отделения Мариинской городской больницы, свою помощь предложил потомственный почетный гражданин Нахичевани — Кирилл Попов. Летом 1902 года его предложение было принято городскими властями и начались строительные работы. Однако вскоре ситуация изменилась. 6 ноября 1904 года городской голова Нахичевани получил письмо от городского головы Ростова-на-Дону с информацией про отсутствие у них в городе родильного отделения. Этот факт очень плохо влиял на состояние рожениц и грудных младенцев. Городской управой было решено приспособить здание, строительство которого как раз велось, для нужд не детского, а родильного отделения. Кирилл Попов, который финансировал строительство, был с этим полностью согласен.
Для обустройства родильного приюта была выделена южная часть здания. Первые пациенты были приняты здесь в октябре 1905 года. Но построение работы и отсутствие должной организации в делах больницы привело к тому, что в родильном отделении принимали не только рожениц, но и лечили других взрослых пациентов, так как мест в больнице не хватало. Идея о создании отдельного родильного отделения продолжала существовать. Для ее реализации Кирилл Попов опять оказал финансовую помощь, пожертвовав деньги в размере 24 тысяч рублей. По состоянию на 1913 год, родильный приют уже функционировал.
К XXI веку сохранились не все строения Мариинской городской больницы. Остались главный корпус и павильон, в котором находилось родильное отделение в самом начале. У существующих архитектурных объектов произошла утрата элементов фасада и интерьеров. Современная конструкция крыши отличается от первоначальной, это же можно сказать и дверных конструкциях со стороны парадного и служебных входов. Сейчас в этом здании находится станция переливания крови. Комплекс зданий, который состоит из павильона К. М. Попова и главного корпуса Мариинской городской больницы, относится к объектам культурного наследия регионального значения в Ростове-на-Дону.